# Grutti
Grutti is een plaats (frazione) in de Italiaanse gemeente Gualdo Cattaneo.